# Silvano Prandi
Silvano Prandi (San Benedetto Belbo, Italia, 13 de noviembre de 1947) es un exjugador profesional y entrenador de voleibol italiano, actual técnico de  Chaumont VB francés.

## Trayectoria

### Clubes
Empezó a jugar voleibol en 1960 en las juveniles del PV Cuneo y en 1969 fichó por el CUS Torino donde además de jugar de armador en las series menores empezó a entrenar los equipos juveniles del club. En la temporada 1976-77 fue nombrado entrenador del primer equipo del Pallavolo Torino y en doce temporadas escribió la historia del club y del voleibol italiano. Ganó cuatro campeonatos, tres de forma seguida entre 1978-79 y 1980-81, y lideró el equipo al récord de partidos seguidos ganados en la liga, 51, desde el 12 de enero de 1980 al 10 de marzo de 1982.
En la temporada 1979-80 estableció otro récord en conducir el club de Torino hasta la victoria de la Liga de Campeones en la liguilla final disputada en Ankara: por primera vez en la historia un equipo italiano se coronó campeón de Europa. En la temporada 1983-84 ganó otro título continental, la Recopa de Europa al derrotar el CV Pórtol de España en la final.
Entre 1988 y 1993 entrenó el Pallavolo Padova antes de regresar en Piamonte al mando del PV Cuneo en verano de 1993: al igual que en su etapa en el Pallavolo Torino en las seis temporadas al mando de Cuneo consiguió los primeros títulos de la historia del club. Conquistó la Copa CEV de 1995-96, dos Recopas de Europa en seguida entre 1996-97 y 1997-1998, las supercopas de Europa de 1996 y 1997,  dos copas de Italia en 1995-96 y 1998-99 y la Supercopa de Italia de 1996.
En las temporadas 1999-00 y 2000-01 entrenó el Lube Macerata ganando otra Copa Cev y otra Copa de Italia antes de marcharse en verano 2001 al 4Torri Ferrara. En verano 2003 fichó por el Trentino Volley y lideró el equipo hasta la victoria de la temporada regular; sin embargo cayó en primera ronda de los playoff y las malas actuaciones del equipo en la temporada 2004-05 causaron su destitución a falta de diez partidos al final de la temporada.
En la temporada 2005-06 regresó al PV Cuneo donde se quedó por cuatro temporadas más y consiguió ganar otra Copa de Italia. De esta forma sumó nueve títulos al mando del club convirtiéndose en el entrenador más titulado de la historia del club. 
Tras dos temporadas en el Pallavolo Modena (2009-11) y en el Top Volley Latina (2011-13) en verano de 2013 dejó el campeonato italiano y fichó por el ASUL Lyon VB francés. En la temporada 2015-16 se convirtió en el entrenador del Chaumont VB.

### Selecciones
Entre 1982 y 1986 entrenó junto a Carmelo Pittera la selección italiana ganando el bronce en los  Juegos Olímpicos de Los Ángeles 1984. Fue también seleccionador de Bulgaria (2008-2010) con la cual ganó el bronce en el campeonato europeo de Turquía 2009, la primera medalla de la selección búlgara desde el campeonato europeo de 1983.

## Palmarés

### Entrenador
- Campeonato de Italia (4): 1978-79, 1979-80, 1980-81, 1983-84

- Copa de Italia (4): 1995-96, 1998-99, 2000-01, 2005-06

- Supercopa de Italia (1): 1996

- Champions League (1): 1979-80

- Recopa de Europa/Copa CEV (3): 1984-84, 1996-97, 1997-98

- Copa CEV/Challenge Cup (2): 1995-96, 2000-01

- Supercopa de Europa (2): 1996, 1997